# Aleksandr Ditjatin
Aleksandr Nikolaevič Ditjatin (in russo Александр Николаевич Дитятин?; Leningrado, 7 agosto 1957) è un ex ginnasta sovietico, vincitore della medaglia d'oro nel concorso generale individuale alle Olimpiadi di Mosca.

## Biografia
Ditjatin è il detentore, al pari del nuotatore statunitense Michael Phelps, del record di titoli conquistati in una sola edizione dei Giochi olimpici grazie alle otto medaglie conquistate ai Giochi della XXII Olimpiade di Mosca del 1980 (tre ori, quattro argenti e un bronzo). Al netto delle gare di squadra detiene, con sette medaglie (due ori, quattro argenti e un bronzo individuali a Mosca 1980), il record di medaglie olimpiche a livello individuale in una singola edizione.
Nel 2004 è stato inserito nella International Gymnastics Hall of fame.

## Palmarès
Giochi olimpici
- 1976 - Montréal

 Argento agli anelli
 Argento nel concorso individuale
- 1980 - Mosca

 Oro agli anelli
 Oro nel concorso a squadre
 Oro nel concorso individuale
 Argento nella sbarra
 Argento nelle parallele
 Argento nella cavallina
 Argento nel volteggio
 Bronzo nel corpo libero
Campionati mondiali di ginnastica artistica
- 1978 - Strasburgo

 Argento nel concorso a squadre
 Argento agli anelli
 Bronzo nel concorso individuale
 Bronzo nel corpo libero
- 1979 - Fort Worth

 Oro nel concorso individuale
 Oro nel concorso a squadre
 Oro nel volteggio
 Oro agli anelli
 Bronzo alla sbarra.
- 1981 - Mosca

 Oro nel concorso a squadre
 Oro alle parallele
 Oro agli anelli
Campionati europei di ginnastica artistica
- 1975 - Berna

 Argento nelle parallele
 Bronzo nel concorso individuale
 Bronzo agli anelli
- 1979 - Essen

 Oro nella cavallina
 Oro agli anelli
 Argento nelle parallele.